# Patosfa
Patosfa község Somogy vármegyében, a Barcsi járásban.

## Fekvése
A település a megye Baranya felőli határán fekszik, a Szigetvár-Kadarkút közti 6607-es út mentén. Közúti távolsága Barcstól 31, Kaposvártól 38, Szigetvártól 15 kilométer. Vasútvonal nem érinti.
Földrajzilag a Zselic és a dél-somogyi homokvidék határán fekszik. Nyarai viszonylag csapadékosak és hűvösek, telei enyhébbek az átlagnál. A Patosfa körüli északi dombokon leginkább gyertyános–tölgyes erdők találhatók, a déli, síkabb részen inkább cseres–tölgyes, néhol hárserdők fordulnak elő. A zselici erdőkben megtalálható a ritka kakasmandikó, míg a homokos talajon gyakori a galagonya és a szeder, és jellegzetes növény a seprőzanót is.

## Története
Patosfa nevét 1486-ban említette először oklevél Pathosfalwa írásmóddal, mint Dombai Ferenc birtokát. 1493-ban a Kornis család, Kornis Mihályné birtoka volt, aki Dombai leány volt. Később Patosfát az Enyingi Török családnak adta el. 1506 előtt a David család birtoka volt, akiknek kihaltával itteni birtokait II. Ulászló király eladományozta. A 18. században a Szily és a Végh családoké volt, később a Czindery, majd a Végh családé lett, és a 19. század elején a gróf Somssich család birtokába került, akik itt 1872-ben kastélyt is építtettek. 
1910-ben 700 lakosából 674 magyar volt. Ebből 526 római katolikus, 169 református volt.
A 20. század elején Somogy vármegye Szigetvári járásához tartozott.
Az 1950-es megyerendezés előtt a település a Szigetvári járáshoz tartozott. Ekkor Lad és Patosfa kivételével az egész járást Baranya megyéhez csatolták, míg ez a két község a Barcsi járáshoz került.

## Címerének leírása
- Heraldikai leírás: Álló háromszögű kék pajzs vörös pajzsfővel. A pajzs kék mezejében zöld halmon jobbra fordult ezüst unikornis (egyszarvú) ágaskodik. A vörös pajzsfőben egymás mellett vízszintesen elhelyezve három arany platánlevél látható.

- Magyarázat: A címer a település múltját és természeti környezetét kívánja megjeleníteni. Az egyszarvú Patosfa egyik középkori birtokosának, a 15. század végén és a 16. század elején földbirtokos Kornis családnak a címeréből származik. A három arany platánlevél az egykori patosfai kastély parkjában ma is élő ősi platánfákra, illetve közvetve a település természetes környezetére utal. A települést háborítatlan természeti környezete, tiszta levegője teszi vonzóvá, amelynek révén egyre nagyobb hangsúlyt kap életében a falusi turizmus.

## Közélete

### Polgármesterei
- 1990–1994: Horváth Margit (független)[7]
- 1994–1998: Horváth Margit (független)[8]
- 1998–2002: Horváth Margit (független)[9]
- 2002–2006: Horváth Margit (független)[10]
- 2006–2010: Horváth Margit (független)[11]
- 2010–2014: Horváth Margit (független)[12]
- 2014–2019: Horváth Margit (független)[13]
- 2019–2024: Horváth Margit (független)[14]
- 2024– : Matos Erika (független)[1]

## Népesség
A település népességének változása:
| Lakosok száma | 240  | 244  | 231  | 230  | 244  | 244  | 236  |
|               | 2013 | 2014 | 2015 | 2021 | 2022 | 2023 | 2024 |

A 2011-es népszámlálás során a lakosok 84,1%-a magyarnak, 2,4% cigánynak, 3,3% németnek mondta magát (15,9% nem nyilatkozott; a kettős identitások miatt a végösszeg nagyobb lehet 100%-nál). A vallási megoszlás a következő volt: római katolikus 59,8%, református 3,3%, görögkatolikus 0,4%, felekezet nélküli 8,5% (28% nem nyilatkozott).
2022-ben a lakosság 93,4%-a vallotta magát magyarnak, 5,3% németnek, 2,5% cigánynak, 2% egyéb, nem hazai nemzetiségűnek (4,9% nem nyilatkozott; a kettős identitások miatt a végösszeg nagyobb lehet 100%-nál). Vallásuk szerint 66% volt római katolikus, 4,5% református, 0,4% evangélikus, 0,4% görög katolikus, 1,2% egyéb katolikus, 7% felekezeten kívüli (20,5% nem válaszolt).

## Nevezetességek
Az 1872-ben épült kastély ma már nem áll, de a nagyjából egy hektáros kastélypark ma is megvan. Különleges értéke a védett vadgesztenyesor. A park közepén található egykori nyárilakban ma kultúrház és könyvtár működik.
A környéken vadászatra is lehetőség van, valamit több halastó is található a dombok között. Bár ezek inkább tenyésztési célokat szolgálnak, a sporthorgászat is lehetséges.